# Багаевский гидроузел
Багаевский гидроузел — объект транспортной инфраструктуры на реке Дон, предназначенный для обеспечения судоходства в рамках Единой глубоководной системы европейской части Российской Федерации. Багаевский гидроузел должен обеспечить глубину водного пути не менее 4 метров. Багаевский гидроузел является четвёртым в цепи гидроузлов Нижнего Дона: Кочетовский гидроузел построен в 1919 году (реконструирован в 1969), Николаевский гидроузел (1974 г) и Константиновский гидроузел (1982 г). Выше по течению Дона расположены Цимлянский гидроузел и Воронежский гидроузел.
Река Дон входит в Единую глубоководную систему европейской части Российской Федерации, что подтверждает присутствие Дона в числе важнейших внутренних водных путей международного значения. В соответствии с Женевским соглашением от 19 января 1996 года Россия приняла на себя обязательства поддерживать глубину водного пути не менее 4 м на всём протяжении единой глубоководной системы. Одним из элементов реализации Единой глубоководной системы европейской части Российской Федерации является Багаевский гидроузел.

## Предыстория
В 1912 году профессор Н. П. Пузыревский предложил проект Волго-Донского канала со строительством целой системы низконапорных шлюзов на Нижнем Дону, которые должны были обеспечить гарантированные глубины до выхода в Азовское море.
Планирование Багаевского гидроузла относится к советскому периоду. В рамках комплексной программы по строительству Волго-Донского пути на XII пятилетку 1986—1990 годов было запланировано строительство гидросооружения. Однако в тот период проект столкнулся с рядом проблем. С одной стороны, у СССР в конце 1980-х годов были ограниченные финансовые возможности для строительства подобного объекта. С другой стороны, высказывались обоснованные опасения о нанесении вреда экологии Нижнего Дона при искусственном повышении его уровня. В конце концов первый секретарь Ростовского обкома КПСС И. А. Бондаренко принял решение о прекращении работ по проектированию гидроузла.
Техническое задание на строительство гидроузла было сформировано в 2012 году.
После 2015 года, когда из-за маловодья уровень Дона в Цимлянском водохранилище достиг критической отметки, проект гидроузла был включён в «Стратегию развития внутреннего водного транспорта РФ до 2030 года» целевую программу «Развитие транспортной системы России (2010—2020 годы)». Целью создания Багаевского гидроузла было объявлено обеспечение требуемых габаритов водного пути для развития речных транспортных перевозок и снабжение потребителей питьевой и технической водой.

## Строительство
В 2016 году общая стоимость гидросооружения, включая стоимость обустройства земель, оценивалась в 22 млрд рублей. Под строительство гидроузла Федеральным агентством морского и речного транспорта («Росморречфлот») было зарезервировано около 6000 га земли. Предполагалось, что строительство гидроузла завершится в 2020 году.
В октябре 2016 года был объявлен конкурс на проектирование объекта. Стоимость проектных работ оценивалась в 736,2 млн руб. В соответствии с техзаданием при строительства гидроузла должны были быть затоплены только низкие пойменные участки в прибрежной зоне. После обнародования проекта оказалось, что затоплению подлежит 1060 га земли, из которых более 400 га находилось в частной собственности. Строительство предполагалось начать зимой 2017 года.
Из-за возросшего объёма затопляемых земель и возникших проблем с частными землевладельцами, строительство началось в апреле 2018 года. Тендер на первый этап строительства выиграло АО «Стройтрансгаз». В рамках первого этапа планировалось строительство судоходной прорези для переноса судового хода на период работ, причала строительной базы, временной линии электропередач, создание намывных участков для размещения административных зданий и сооружений будущего гидроузла. По плану первый этап должен был завершиться к декабрю 2018 года. Однако сначала сроки были перенесены на 30 марта 2019 года, затем — на декабрь 2019 года. В рамках подготовительного этапа подрядчик построил причал стройбазы, судоходную прорезь в левом рукаве Дона, провёл линию электропередачи. Стоимость работ составила 667,2 млн рублей.
В 2019 году произошли изменения в финансировании строительства гидроузла. Правительство перенаправило деньги для строительства гидроузла на национальный проект «Безопасные и качественные автомобильные дороги», а также приняло решение снизить финансирование строительства Багаевского гидроузла почти на 8 млрд рублей. Официально заявлялось, что это лишь перераспределение статей финансирования, но по итогу срок окончания первого этапа сдвинулся с 2020 года на 2023 год.
Также возникли трудности с реализацией второго этапа строительства. По проекту в рамках второго этапа должны быть построены судоходный шлюз, участки верхнего и нижнего подходного канала с причалонаправяющими сооружениями, водосбросная плотина, рыбопропускной шлюз, рыбоходно-нерестовый канал, подъездная дорога, водозабор, защитные дамбы и проведены берегоукрепительные работы. Окончание второго этапа запланировано на декабрь 2024 года. Первый тендер (начало строительства с 1 декабря 2020) был объявлен весной 2019 года, но на конкурс не было подано ни одной заявки. В апреле 2020 года было проведено два тендера и оба без результата. Только в августе 2021 года прошёл успешный конкурс: победителем снова стало АО «Стройтрансгаз». Конкурс организовывало ФБУ «Администрация Азово-Донского бассейна внутренних водных путей». Заявленная стоимость работ составила 27,9 млрд руб.

## Критика
Экологические активисты высказывали опасения дальнейшего оскудения рыбных запасов после появления ещё одного гидроузла в нижнем течении Дона. Ряд гидрологов ставили под сомнение способность проекта повлиять на обмеление реки. Жители близлежащего хутора Арпачин высказывали опасения в связи с возможным затоплением домов и придомовых территорий.
Научный руководитель ФГБУ «Южный научный центр Российской академии наук» академик Г. Г. Матишов и председатель ЮНЦ РАН доктор географических наук С. В. Бердников выступая в 2016 году на расширенном заседании Президиума Южного научного центра РАН отмечали ряд возможных негативных последствий для экологии региона. По их мнению частичное затопление берегов, вызванное подъёмом Дона, вызовет подъём подземных вод, что может привести к заболачиванию, засолению и зарастанию в окрестностях гидроузла сельхозугодий.
В октябре 2017 года в Законодательном собрании Ростовской области были высказаны новые опасения:
- Заведующий отделом гидрологии и гидрохимии Алексей Клещенков: водохранилище, появившееся в результате строительства гидроузла увеличит площадь испарения воды, его стенки позволят части воды уйти в грунт, что приведёт к нерегулируемому процессу подъёма вод и засолению почвы. Всё вместе снизит количество воды проходящей в Азовское море.
- Представитель инициативной группы жителей хутора Арпачин Юрий Малик: по берегам Дона будет уничтожено более 12 миллионов деревьев, которые ограничивают размыв и укрепляют берега реки.
- Руководитель Азово-Черноморского территориального управления Федерального агентства по рыболовству Игорь Рулев: после строительства Багаевского гидроузла деятельность рыбоводных заводов на Дону будет фактически сведена к нулю. Стройка уничтожит одно из последних пяти нерестилищ рыбы в этой зоне, а скорость течения, которую будет сдерживать плотина, не позволит мальку скатиться до тех мест, где он сможет вырасти. Спроектированная скорость течения не позволит появиться малькам: осядут на дно и погибнут.
- Первый заместитель директора Азовского научно-исследовательского института рыбного хозяйства Анатолий Богачёв: снижение скорости течения приведёт к ещё большему засолению Таганрогского залива и Азовского моря. При замедлении скорости течения способность реки к самоочищению снизится на 15 %.
- Заместитель директора АЗНИИРХ по научной работе Владимир Белоусов: снижение скорости течения и увеличение доли твёрдого стока грозит ухудшением качества питьевой воды. Нашей лабораторией были проведены исследования и установлено, что минерализация воды увеличится вдвое: с 800—900 мг на литр до 1500—1600 мг на литр[7].